# Kapanga mana
Kapanga mana là một loài nhện trong họ Hahniidae.
Loài này thuộc chi Kapanga. Kapanga mana được Raymond Robert Forster miêu tả năm 1970.